# Gessate (metropolitana di Milano)
Gessate è una stazione della linea M2 della metropolitana di Milano.

## Storia
La stazione venne inaugurata il 13 aprile 1985 come capolinea del prolungamento proveniente da Gorgonzola.
Dal 26 luglio al 31 agosto 2014 la stazione di Gessate è stata chiusa per la realizzazione della Tangenziale Est Esterna di Milano. Per quel periodo i treni hanno limitato le corse a Cascina Antonietta, capolinea temporaneo.

## Strutture e impianti
Si tratta di una stazione di superficie, strutturalmente molto simile alla stazione Cascina Antonietta. È l'impianto più periferico della rete, distante 21,3 km dalla fermata Duomo.
La stazione esula dall'area urbana della metropolitana milanese ed è parte dell'area tariffaria Mi6 del sistema STIBM.

## Interscambi
Alla stazione della metropolitana è annessa un'autostazione che funge da capolinea delle autolinee interurbane dirette a Cassano d'Adda, Melzo, Monza, Paderno d'Adda, Trezzo sull'Adda, Vaprio d'Adda e Vimercate.
- Fermata autobus

## Servizi
La stazione dispone di:
- Accessibilità per portatori di handicap
- Ascensori[2]
- Scale mobili
- Emettitrice automatica biglietti
- Stazione video sorvegliata
- Servizi igienici

## Galleria d'immagini

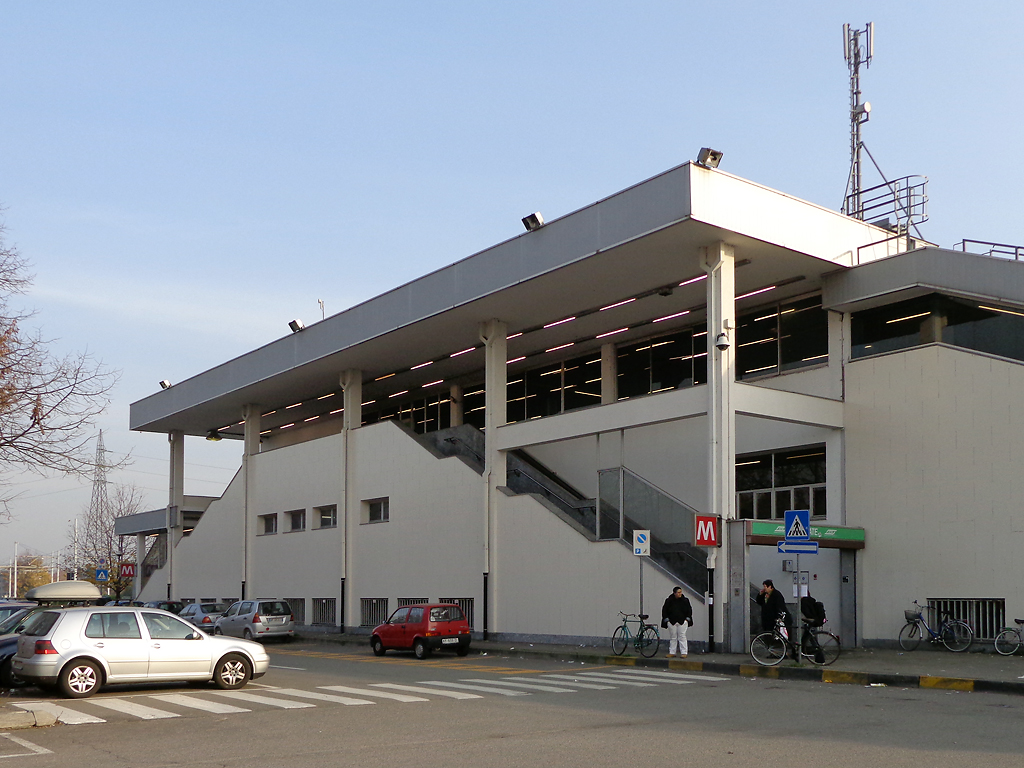
L'esterno
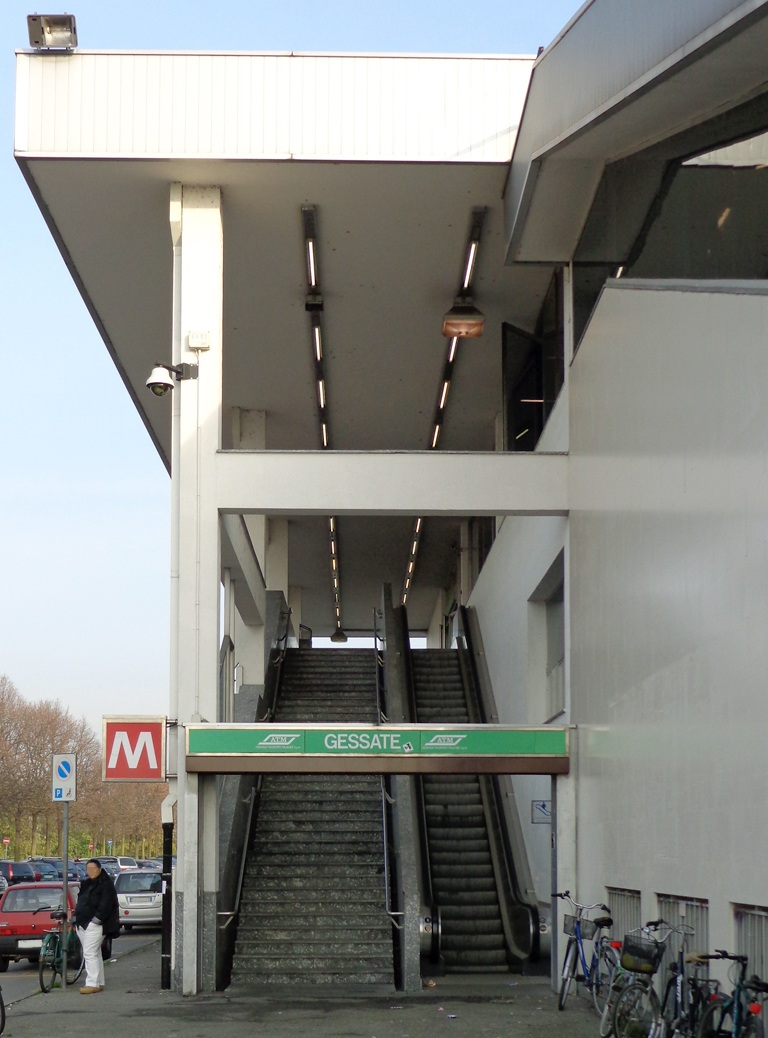
L'ingresso
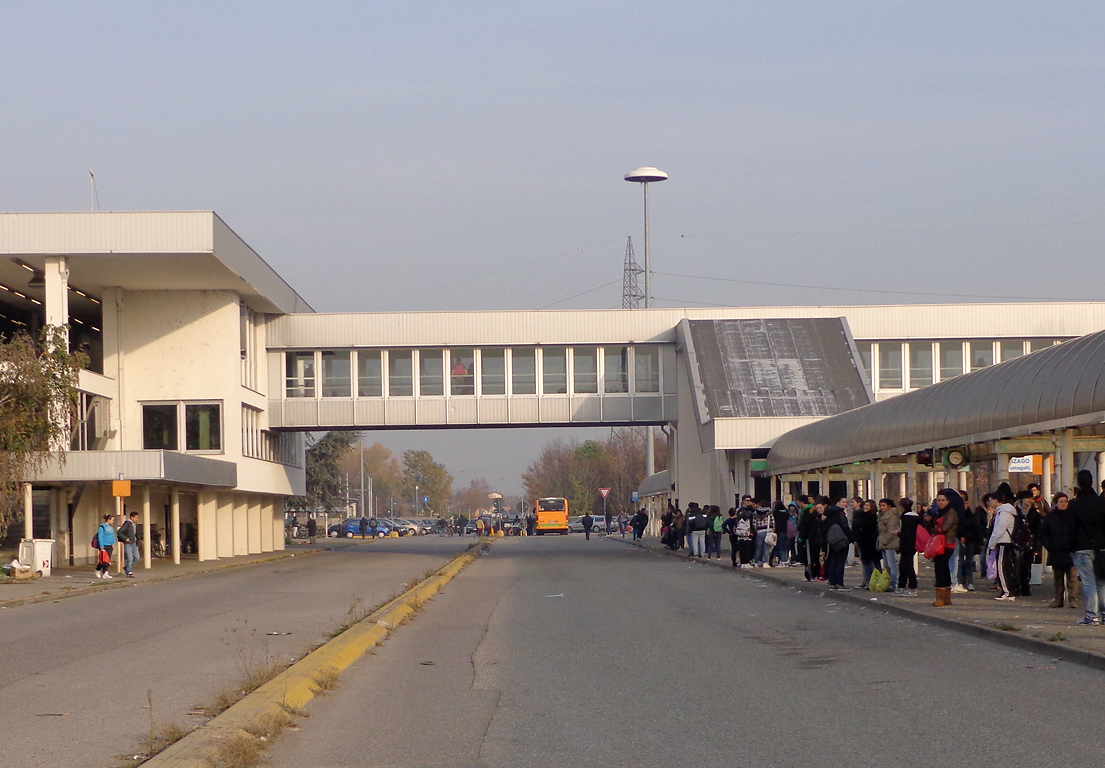
Il sovrappasso per l'autostazione